# Fear & Hunger 2: Termina
Pour les articles homonymes, voir Termina (homonymie).
Fear & Hunger 2: Termina est un jeu vidéo de rôle de survival horror, développé par le développeur finlandais Miro Haverinen et sorti le 9 décembre 2022 sur Windows et macOS.
Le jeu est la suite du premier opus Fear & Hunger, se déroulant dans le même univers mais en l'an 1942, suivant 14 étrangers forcés par le dieu Rher à s'entretuer dans un battle royale dans la ville fictive de Prehevil.
La suite est acclamée par les critiques, félicitant les apports de ce nouvel opus en terme d'histoire et de système de jeu, et la préservation des points forts du premier opus.

## Synopsis
Le jeu se déroule dans le même univers mais cette fois en 1942, environ 300 ans après les événements du premier jeu, et se déroulant dans un contexte post-Seconde Guerre mondiale,.
Le jeu se déroule dans la ville fictive de Prehevil (inspirée de la ville de Prague), suivant quatorze étrangers — dont huit actuellement jouables — obligés de participer pendant trois jours au Festival nominal de Termina, organisé par Rher le dieu-Lune de la tromperie et consistant en un battle royale,.
Grâce à son pouvoir « Moonscorching » (« Canicule lunaire »), le dieu Rher a décervelé la plupart des habitants de Prehevil, déformant tant leurs esprits que leurs apparences et les poussant à tuer. Si les participants du festival refusent de se plier aux règles de Rher, ils subissent un destin similaire.

## Système de jeu

### Système de combat
Comme dans le premier jeu, le système de combat de Fear & Hunger 2 se base sur un combat au tour par tour où le joueur peut démembrer ses ennemis, et réciproquement. En revanche, se déroulant désormais dans le monde contemporain, le joueur peut se servir d'armes à feu pendant et en dehors des combats.
Chaque personnage jouable se démarque des autres par ses compétences uniques en début de partie.

### Système d'exploration
Une mécanique de temps existe dans ce second opus : dormir dans un lit permet de sauvegarder la partie et de faire avancer le temps. Chaque jour comporte trois sections : le matin, le soir et la nuit.[Pas dans la source] Le moment de la journée influe sur les personnages, les ennemis et les quêtes du jeu.
Une nouveauté du jeu consiste en la possibilité de dessiner des sigils pour faire appel aux pouvoirs des dieux. Ainsi, inscrire le sigil de Rher permet de passer dans une dimension alternative faite de bois.
Une autre particularité de cet opus est la présence d'une « zone sûre », le « Prehevil Bop » (« bar de Prehevil »), similaire à celles dans Resident Evil permettant au joueur de se reposer au milieu de l'horreur des événements.

## Développement
Tout comme son prédécesseur, Fear & Hunger 2: Termina est construit sur le moteur RPG Maker MV. Le jeu est encore en développement.

## Réception
Le jeu est loué par les critiques et par les joueurs : le 10 juillet 2024, sur 7 400 avis sur Steam, 97,5 % sont positifs.
Le critique Marcus Jones affirme que le jeu est un « JRPG horrifique parfait » et salue une sélection plus importante de personnages, les nouveautés au système de jeu et l'extension de l'histoire.
Destructoid acclame le jeu pour avoir maintenu les points forts du premier opus tout en rajoutant une mise en scène originale et une large gamme de personnages.
Patrick Armstrong applaudit Miro Haverinen pour avoir exploité le potentiel du moteur RPG Maker MV tout en préservant les points forts du premier opus. Tout en restant « diaboliquement difficile », il précise que le second Fear & Hunger est plus facile que le premier. Au final, le second opus est à ses yeux une des meilleures suites de jeu vidéo.
Zubi Kan pour CGMagazine (en) explique que ce qui fait toute la richesse du jeu, tout comme pour le premier opus, est son système de progression se reposant sur l'accumulation de connaissance à propos du système de jeu unique et subversif.
La journaliste Maris Crane pour le magazine SUPERJUMP loue cet opus et en particulier l'immersion qu'apporte l'atmosphère du jeu grâce à sa musique et son univers horrifiques, stressants et menaçants contrastés par la « zone sûre » du jeu permettant au joueur de se reposer,.